# Mordella woodi
Mordella woodi es una especie de coleóptero de la familia Mordellidae.

## Distribución geográfica
Habita en Nyasaland.